# International Conference on Computational Linguistics
International Conference on Computational Linguistics, Coling, är en internationell forskarkonferens.
Coling ordnas av ICCL, the International Committee on Computational Linguistics, ungefär vartannat år och är den största internationella konferensen i språkteknologi. Vid den tredje konferensen som hölls i forskningsstiftelsen Kvals regi 1969 vid Sånga-Säby på Ekerö utanför Stockholm gavs konferensserien namnet Coling efter tecknaren Albert Engströms figur Kolingen.
- 1965	New York
- 1967	Grénoble
- 1969	Stockholm
- 1971	Debrecen
- 1973	Pisa
- 1976	Ottawa
- 1978	Bergen
- 1980	Tokyo
- 1982	Prag
- 1984	Stanford
- 1986	Bonn
- 1988	Budapest
- 1990	Helsingfors
- 1992	Nantes
- 1994	Kyoto
- 1996	Köpenhamn
- 1998  Montréal
- 2000  Saarbrücken
- 2002  Taipei
- 2004  Genève
- 2006  Sydney